# Vargem Grande do Sul
Vargem Grande do Sul è un comune del Brasile nello Stato di San Paolo, parte della mesoregione di Campinas e della microregione di São João da Boa Vista.